# Schreineria caviclypeus
Schreineria caviclypeus är en stekelart som först beskrevs av Morley 1926.  Schreineria caviclypeus ingår i släktet Schreineria och familjen brokparasitsteklar. Inga underarter finns listade i Catalogue of Life.